# Roa-Falterfische

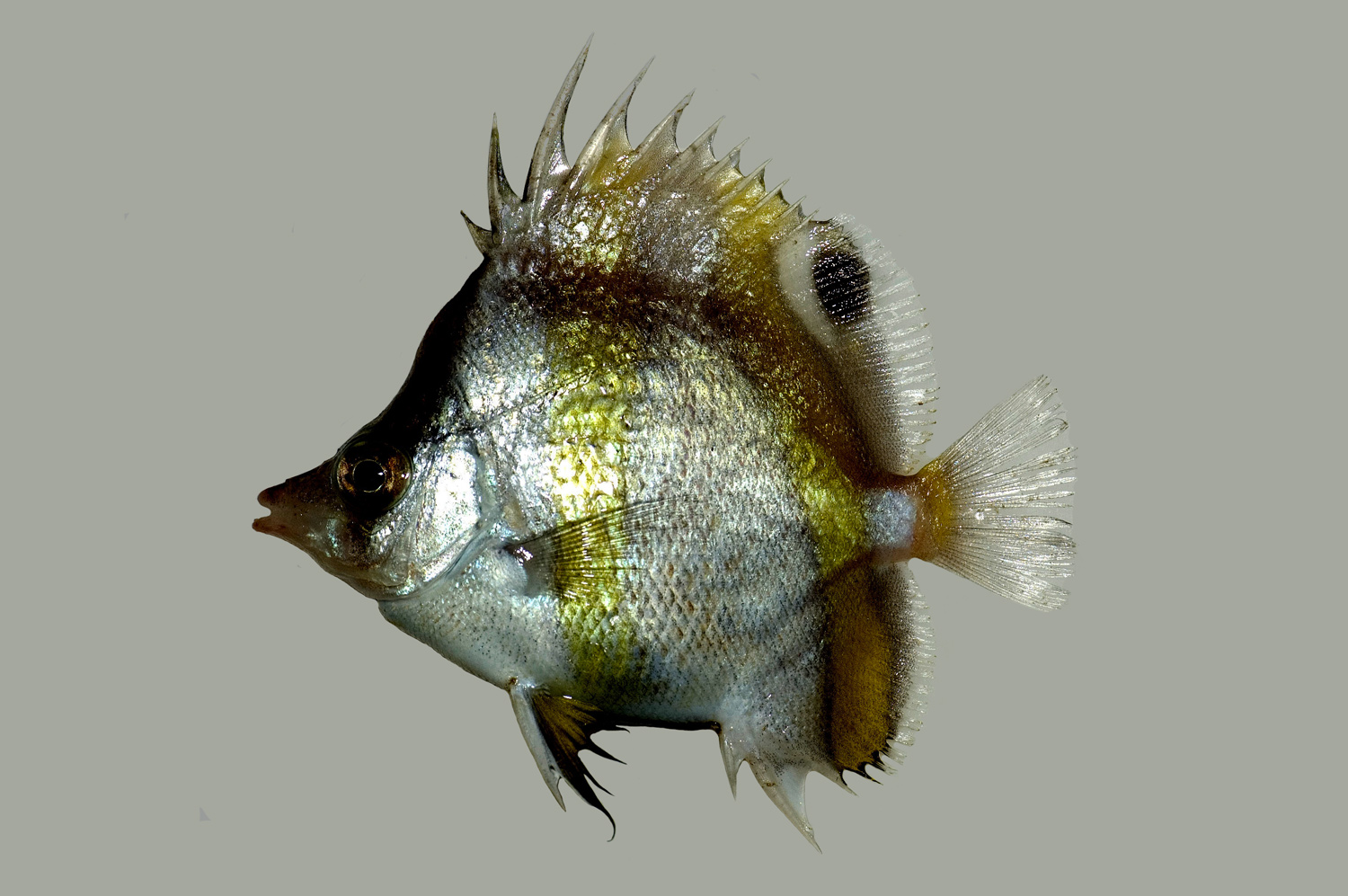
Roa australis

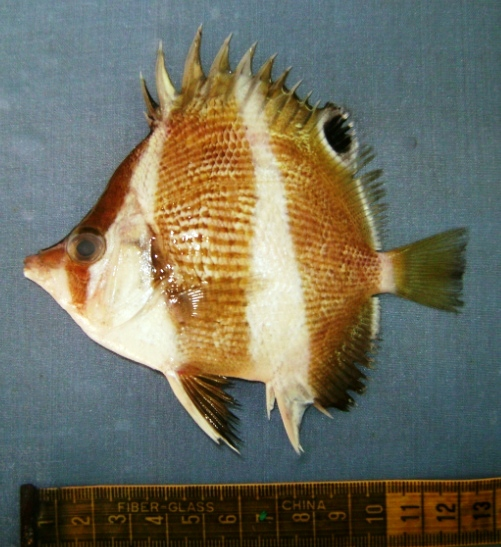
Roa jayakari

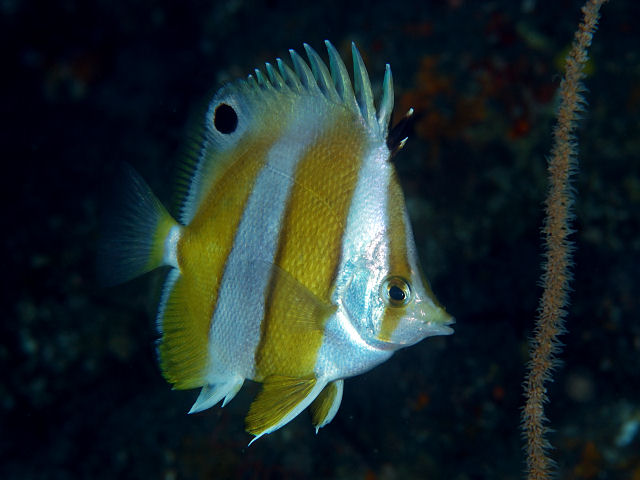
Roa modesta

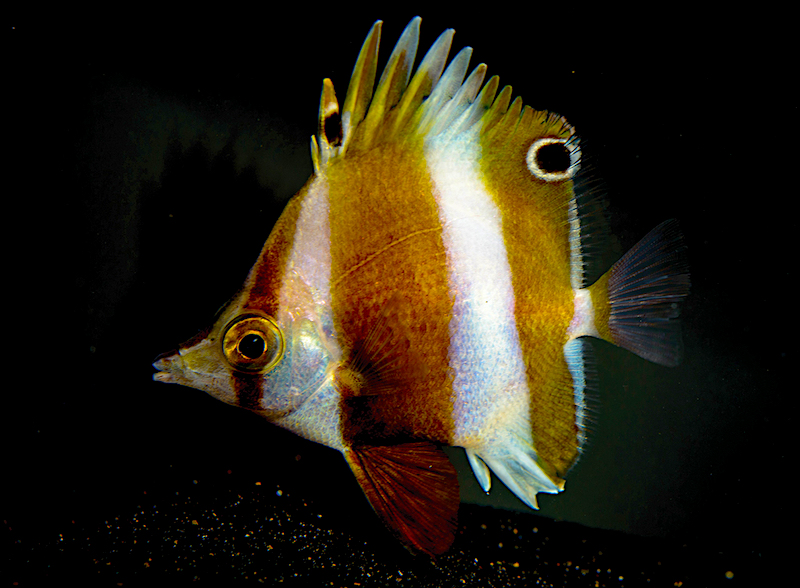
Roa rumsfeldi

Roa ist eine Gattung aus der Familie der Falterfische (Chaetodontidae). Die acht zu der Gattung gezählten Arten haben voneinander getrennte Verbreitungsgebiete und kommen im Roten- und Arabischen Meer bis an die Küste Indiens, bei den Maskarenen, Philippinen, Japan, Guam, dem nördlichen Australien und bei Hawaii vor.

## Merkmale
Alle acht Arten sind einander sehr ähnlich. Sie werden 12 bis 17 Zentimeter lang, haben einen seitlich abgeflachten, hochrückigen Körper und sind von weißer Grundfarbe mit drei braunen, dunkel umrandeten Querstreifen. Der erste verläuft von der Stirn über die Augen bis zum unteren Ende der Kiemendeckel, der zweite reicht vom vorderen, hartstrahligen Teil der Rückenflosse bis zu den Bauchflossen, deren Stachel weiß, die Weichstrahlen braun sind. Der dritte erstreckt sich vom weichstrahligen Teil der Rückenflosse zum weichstrahligen Teil der Afterflosse. Jungfische tragen im hinteren, weichstrahligen Teil der Rückenflosse einen dunklen, hell umrandeten Augenfleck.
Flossenformel: Dorsale XI/19–24, Anale III/17–19.

## Lebensweise
Für Falterfische leben sie in sehr tiefem Wasser, zwischen 100 und 290 Metern. Da diese Tiefen für freischwimmende Taucher nicht zugänglich sind und Aquarienbeobachtungen fehlen, ist ihre Lebensweise noch weitgehend unbekannt.

## Entdeckungsgeschichte und Systematik
Das Typusexemplar war ein Fisch, der 1919 während eines Ausbruchs des Mauna Kea getötet und an der Meeresoberfläche treibend gefunden wurde. Er wurde 1921 von David Starr Jordan als Loa excelsa beschrieben. Da der Gattungsname aber schon für den Augenwurm (Loa loa) vergeben war, wurde als neuer wissenschaftlicher Name Roa gewählt. Später wurde Roa als Untergattung zu Chaetodon gestellt. Da ihr aber, im Unterschied zu allen andern Chaetodon-Untergattungen, eine am Supracleithrum (ein Knochen des Schultergürtels) gelegene Verbindung zwischen Schwimmblase und Seitenlinie fehlt, wurde sie wieder in den Gattungsrang erhoben.

## Arten
- Australien-Roa-Falterfisch (Roa australis Kuiter, 2004)[1]
- Hawaii-Roa-Falterfisch (Roa excelsa (Jordan, 1921))
- Roa haraguchiae Uejo et al., 2020[2]
- Rotmeer-Roa-Falterfisch (Roa jayakari (Norman, 1939))
- Roa modesta (Temminck & Schlegel, 1844)
- Roa rumsfeldi Rocha et al., 2017[3]
- Roa semilunaris Matsunuma & Motomura, 2022[4]
- Roa uejoi Matsunuma & Motomura, 2022[4]

Bei einem weiteren Falterfisch, der von Hans Fricke auf der Suche nach dem Komoren-Quastenflosser aus dem deutschen Forschungstauchboot Jago in einer Tiefe von etwa 200 Meter bei den Komoren fotografiert wurde, könnte es sich um eine weitere, bisher unbeschriebene Roa-Art handeln.